# Pholcus dentifrons
Pholcus dentifrons là một loài nhện trong họ Pholcidae. Loài này được phát hiện ở Myanmar.